# Leges novellae
Die offizielle Bezeichnung Leges novellae galt einem dem Codex Theodosianus (438 n. Chr.) nachfolgenden juristischen Sammelwerk, dessen Titel nicht überliefert ist. Als sicher gilt, dass es kaiserliche Erlasse beinhaltete. Die Forschung geht davon aus, dass die Sammlung zwischen 460 und 461 n. Chr. abschließend erstellt wurde.
Nahezu gesichert sind Erkenntnisse darüber, dass das Werk im italienischen Westreich erschienen ist. Posttheodosianische Gesetze fanden weitgehend Einlass in die Lex Romana Visigothorum, in Gänze flossen dort die Leges novellae ein.
Das Werk vertritt sich durch eine einzige – aus Gallien stammende – Handschrift aus dem 10. Jahrhundert. Theodosius II. war der erste Kaiser der theodosianischen Dynastie, der sich der Sammlung verpflichtet sah. Darin wird er als divus (Göttlicher, Gott) bezeichnet. Majorian, bezeichnet sich als dominus (Herr), was nahelegt, dass die Sammlung von ihm angelegt worden sein muss. Die offizielle Bezeichnung der Kaiser nach Diokletian war nicht mehr princeps, sondern dominus, was letztlich zur (durchaus umstrittenen) Bezeichnung des Zeitalters als Dominat geführt hatte. führte.
Gleichwohl der Titel Leges novellae nicht tradiert ist, geht Rechtshistoriker Detlef Liebs davon aus, dass die ad personam bezogenen Gesetze in etwa Liber legum novellarum divorum Theodosii et Valentiniani Augustorum et domini Maioriani Augusti geheißen haben müssen. Zur Begründung verweist er darauf, dass sich die Sammlung in drei – ursprünglich Titel tragende – Gesetzesbände sonderte und die Novellae der drei namentlich genannten Kaiser, Theodosius II., Valentinian III. und Majorian, je eigenständig ausgeführt wurden. Mangels Anerkenntnis in Konstantinopel waren die kurzen Herrschaftszeiten der Kaiser Petronius Maximus und Avitus, dessen Sturz und Tod Majorian wohl selbst verantwortet hatte, nicht aufgenommen worden. Ebenso fehlen die – in der westgotischen lex dann wieder auftauchenden – Gesetze des Ostkaisers Markian, obgleich dieser seit 452 von Flavius P. Valentinianus bereits anerkannt worden war. Die Kaisergesetze von Libius Severus und Anthemius wurden wohl erstmals in der Lex Romana Visigothorum aufgenommen.
Aufgegliedert sind die einzelnen Teile der Sammlung in 25 (möglicherweise 26), 33 und zwölf Sachtitel mit ein bis vier vollständigen und chronologisch sortierten Konstitutionen. Seine Herkunft Italien verraten Subskriptionen in den Teilen 2 und 3; darauf weisen Eingangsvermerke der Büros der Prätorianerpräfekten Maiorians aus Ravenna hin. Für die valentinianischen Novellen standen gar das stadtrömische Senatsarchiv im Trajansforum beziehungsweise dort promulgierte Gesetze zur Verfügung.
Nicht zu verwechseln sind die Leges novellae mit den Novellae, die sich auf die spätere justinianische Kaisergesetzgebung beziehen.